# La Prée
Pour les articles homonymes, voir Prée.
La Prée est une ancienne commune du département de la Seine-Inférieure.

## Historique
En 1823, La Prée a fusionné avec Osmonville et Saint-Martin-le-Blanc pour former Saint-Martin-Osmonville.